# 路易十三
路易十三（法語：Louis XIII，1601年9月27日—1643年5月14日）是法国波旁王朝国王（1610年－1643年在位）以及最後一任下納瓦拉國王（稱路易斯二世）綽號公正王。是亨利四世的长子，生于枫丹白露宫。
在他九岁生日前不久，他的父亲亨利四世被暗杀后，他成为了法国和那瓦拉的国王，幼年由其母玛丽·德·美第奇攝政。1615年与同是孩子的西班牙公主奥地利的安妮结婚。1617年，玛丽和她的意大利宠儿对王国的管理不善和无休止的政治阴谋，导致这位年轻的国王通过放逐他的母亲和处决她的追随者而掌权，其中包括法国宫廷中最有影响力的意大利人康西诺·孔奇尼。
沉默寡言、疑心重重的路易十三很大程度上依赖于他的首席大臣们——先是吕伊内公爵，之後（1624年）長期依赖红衣主教黎須留的帮助来统治法兰西王国，開始了法國的專制統治（1627年拉羅歇爾之圍的勝利是轉捩點）。在其统治期间，欧洲爆发了一场决定性的争霸战争——三十年战争（1618年~1648年），即欧洲最强大的两个王朝——法国波旁王朝与伊比利和德意志的哈布斯堡王朝——之间的最后较量。最终法国胜利，结束了长达三个世纪的哈布斯堡王朝霸权，成为新的欧洲霸主。1643年5月14日因骑马落水引起的肺炎而去世，这也是他父亲逝世33周年纪念日。

## 早年生活（1601-1610）
路易十三出生于枫丹白露宫，是法国国王亨利四世和他的第二任妻子玛丽·德·美第奇的长子。作为国王的儿子，他是法兰西亲王（“法兰西之子”），作为长子，他是法国王太子。他的父亲亨利四世是波旁王朝的第一位法国国王，继承了他的本家远亲亨利三世（1574-1589），适用了萨利克法。路易十三的祖父母是旺多姆公爵、纳瓦配國國王安托萬一世和纳瓦拉女王胡安娜三世。他的外祖父母是托斯卡纳大公弗朗切斯科一世·德·美第奇和托斯卡纳大公夫人奥地利的约翰娜。他的姨妈埃莉诺拉·德·美第奇是他的教母。

## 路易十三的家庭成员
妻子：1615年11月24日同奥地利的安妮（1601年9月22日－1666年1月20日）结婚。
子女：
- 路易十四（1638年9月5日－1715年9月1日）
- 菲利普一世（奥尔良公爵，1640年9月21日－1701年6月9日）